# American Football Bund Deutschland
Der American Football Bund Deutschland (AFBD) war zwischen Ende der 1970er Jahre bis Anfang der 1980er Jahre eine Dachorganisation für American Football in Deutschland.

## Geschichte
Gegründet wurde der AFBD am 3. März 1979 als europaweit erster offizieller Verband für American Football um dem immer beliebter werdenden Sport eine offizielle Dachorganisation zu geben. Der AFBD wurde durch die American-Football-Vereine Frankfurter Löwen, Düsseldorf Panther, Munich Cowboys, Ansbach Grizzlies, Bremerhaven Seahawks und Berlin Bären, heute bekannt unter dem Namen Berlin Adler, ins Leben gerufen.
Einige dieser Verein bildeten in den Jahren 1980 und 1981 jedoch die Nordwestdeutsche Football Liga. Der AFBD gab auf Grund innerer Differenzen und mangelnder Liquidität am 16. Oktober 1982 seine Auflösung bekannt. Als Nachfolgeverband wurde daraufhin, zum gleichen Datum, der American Football Verband Deutschland (AFVD) gegründet.

## Präsidenten
Der AFBD hatte während seines Bestehens drei Präsidenten. Diese waren in chronologischer Reihenfolge:
- Alexander Sperber, gewählt 1979
- Paolo Wölker, gewählt 1981
- Jürgen Grahmke, gewählt 1982

## Wettbewerbe

### Meisterschaft
Der AFBD veranstaltete während seiner Existenz die höchste Spielklasse in Deutschland und ihre Endspiele um die deutsche Meisterschaft 1979, 1980 sowie 1981, die später den Namen German Bowl I, German Bowl II und German Bowl III erhalten werden. Zu dieser Zeit hatten sie den Namen AFBD-Meisterschaft.

### Pokal
1980 veranstaltete der Verband auch den einzigen Landespokalwettbewerb in Deutschland, den AFBD-Pokal. Diesen gewannen die Ansbach Grizzlies mit 28:24 gegen die Hanau Hawks.